# P. Ramlee
P. Ramlee, vlastním jménem Teuku Zakaria Teuku Nyak Puteh (* 22. března 1929 Penang  –  29. května 1973 Kuala Lumpur) byl malajsijský zpěvák, herec, písničkář a skladatel. Během svého života si zahrál v 66 filmech. Kromě toho složil 359 hudebních děl.
Zemřel na infarkt 29. května 1973 ve věku 44 let. Je pochován na hřbitově Jalang Ampang Muslim Cemetery v Kuala Lumpuru.